# Owando
Owando   este un oraș  în  partea de nord a Republicii Congo, pe Kouyou. Centru administrativ al departamentului  Cuvette.